# Bomont
Bomont  es una área no incorporada situada en Condado de Clay, en el estado de Virginia Occidental, en Estados Unidos, a 13 kilómetros al oeste de Clay. Tenía el código postal (ZIP code) 25030, hasta el 2011, cuando lo perdió.